# Clément Noël
Pour les articles homonymes, voir Noël (homonymie).
 Clément Noël, né le 3 mai 1997 à Remiremont (Vosges), est un skieur alpin français originaire du massif des Vosges, spécialiste des épreuves techniques et plus particulièrement du slalom. Lors des Jeux de Pékin 2022, il devient le troisième Français champion olympique de slalom après Jean-Claude Killy en 1968 et Jean-Pierre Vidal en 2002.
Il attire l'attention à l'âge de 20 ans, dès sa première participation aux Jeux olympiques en prenant la 4e place du slalom à PyeongChang 2018. Il monte sur son premier podium en Coupe du monde le 13 janvier 2019 en prenant la 2e place du slalom d'Adelboden et signe à six jours d'écart, les 20 et 26 janvier, ses deux premières victoires dans les slaloms de Wengen et de Kitzbühel. Il clôt la saison 2018-2019 le 17 mars à Soldeu par une nouvelle victoire dans sa discipline qui lui permet de se classer 2e du classement de la Coupe du monde de slalom derrière Marcel Hirscher. Il est désigné par la FIS meilleur jeune de la saison. Clément Noël remporte trois nouvelles victoires lors de la saison 2019-2020, et finit à nouveau deuxième du classement du slalom à deux points de Henrik Kristoffersen, alors que les derniers slaloms de la saison sont annulés, en raison de la pandémie de Covid-19. Il termine une fois de plus 2e du classement du slalom remporté par Marco Schwarz au terme de la saison 2020-2021, faite de hauts et de bas, mais où il remporte deux nouvelles victoires pour porter son total à huit succès, et monte cinq fois sur le podium dans sa discipline.
Lors de la saison 2021-2022, il remporte sa neuvième victoire à Val d'Isère, mais la suite de son hiver est compliquée, avec des sorties de piste et des résultats moyens, notamment au mois de janvier. Mais le 16 février 2022, il retrouve dans la deuxième manche du slalom olympique des Jeux de Pékin toutes les qualités qui font de lui un des meilleurs spécialistes au monde dans sa discipline. Sixième sur le premier tracé, il réalise de loin le meilleur temps dans le deuxième acte et remporte la médaille d'or. Lors de la saison 2022-2023, il ne remporte qu'une seule victoire à Schladming, mais c'est l'unique succès de cet hiver pour l'équipe de France de ski alpin. Alors qu'il ne remporte aucun slalom lors de la Coupe du monde 2023-2024, il démarre l'édition suivante par deux victoires à la suite à  Levi et à Gurgl. En s'imposant en slalom pour la quatorzième fois de sa carrière à Kitzbühel le 26 janvier 2025, Clément Noël devient le recordman français de victoires dans la discipline devant Jean-Noël Augert. 

## Biographie

### Débuts
Il est le fils de Jean-Christophe et Laurence Noël, et est originaire du Ménil dans les Vosges.
À sept ans, il rejoint le club de l'US Ventron (Vosges).
En 2010, il devient champion de France Benjamins de slalom. En 2011, il remporte le titre de Champion de France Minimes de slalom, suivi en 2012 par le titre de Champion de France Minimes de slalom géant.
Il rejoint le Club des Sports de Val d'Isère à partir de la saison 2012-2013. Il vit pendant trois ans dans la famille de Patrick Chevallot (pâtissier et meilleur ouvrier de France).
Il débute en Coupe d'Europe le 21 janvier 2014 au super G de Val d'Isère.

### Saison 2014-2015
En 2015, à l'âge de 17 ans, il réalise une très grande performance aux Championnats du monde juniors (moins de 21 ans) à Hafjell en prenant la 4e place du slalom,,, alors qu'il a trois ans de moins que le vainqueur, un certain Henrik Kristoffersen. Cette même année, il est sacré Champion de France Cadets U18 (moins de 18 ans) en slalom géant et en slalom. Il remporte aussi le titre de Champion de France Juniors U21 (moins de 21 ans) en Slalom, toujours âgé de trois ans de moins que la plupart des compétiteurs.

### Saison 2015-2016
Fin  2015, il accède à l’équipe de France B. Il remporte en 2016, le titre de Champion de France Juniors U21 (moins de 21 ans) en slalom.

### Saison 2016-2017
À 19 ans, Clément Noël dispute sa première épreuve de Coupe du monde le 13 novembre 2016 à Levi (Finlande) à l'issue de laquelle, il ne parvient pas à se qualifier en seconde manche.
En parallèle, le jeune vosgien marque ses premiers points en Coupe d'Europe en prenant la 9e place du slalom de Zakopane disputé le 11 février 2017. Le 26 mars 2017, il conclut la saison en devenant champion de France de slalom élite à Lélex devant des skieurs expérimentés et habitués aux épreuves de Coupe du monde tels que Victor Muffat-Jeandet, Jean-Baptiste Grange ou Julien Lizeroux.

### Saison 2017-2018: les premiers top 10, champion du monde junior et révélation olympique
Auteur d'une bonne préparation en Amérique du Sud avec l'équipe de France A, le jeune skieur marque ses premiers points en Coupe du monde le 10 décembre 2017 en prenant la 20e place du slalom de Val d'Isère. Noël confirme ses prédispositions le 13 décembre 2017, en accrochant la 3e place du slalom italien d'Obereggen, ce qui constitue son premier podium en Coupe d'Europe. Qualifié en seconde manche du slalom de Coupe du Monde de Madonna di Campiglio avec le 20e chrono du premier acte, le français abandonne en seconde manche malgré un très bon début de parcours. Éliminé au cours des deux slaloms suivants (Zagreb et Adelboden) et 23e à Wengen, Noël obtient le 21 janvier 2018, son premier top 10 en Coupe du monde, en prenant la 8e place malgré le dossard 47, du slalom de Kitzbühel, ce résultat lui permettant d'intégrer les 30 meilleurs slalomeurs, la veille du second slalom autrichien en conditions nocturnes de Schladming, au cours duquel, il termine 6e avec le deuxième temps du second tracé. Le français poursuit sur sa bonne lancée, le 7 février 2018, en devenant le deuxième français, 24 ans après le moutièrain Frédéric Covili, sacré Champion du monde junior de slalom à Davos devant l'italien Alex Vinatzer,.
Sélectionné au sein de l'Équipe de France pour ses premiers Jeux olympiques à Pyeongchang, Le jeune vosgien termine le slalom olympique dominé par le suédois André Myhrer, au pied du podium, à seulement quatre centièmes de seconde de la médaille de bronze obtenue par l'autrichien Michael Matt et participe au tir groupé des slalomeurs français (Alexis Pinturault et Victor Muffat-Jeandet obtenant respectivement les 5e et 6e rangs),,. Avec l'équipe de France, il conclut les Jeux olympiques en prenant la 4e place du Team Event (slalom parallèle par équipes nationales), encore au pied du podium,,,.
Le 4 mars 2018, il confirme son nouveau statut en réalisant son meilleur résultat en Coupe du monde, 4e du slalom de Kranjska Gora,. Le 16 mars 2018, avec l’équipe de France, il prend la 2e place de l'épreuve par équipes (slalom parallèle) lors des finales de la Coupe du monde à Are. Il remporte à cette occasion ses trois duels et conclut ainsi sa première saison complète en Coupe du monde au dix-huitième rang du classement du slalom et quarante-quatrième du classement général.
Alors qu'il n'a pas couru en géant depuis le mois de novembre, Clément Noël remporte le 24 mars 2018 à Châtel, le titre de Champion de France juniors U21 (moins de 21 ans) de slalom géant.
En juillet, il signe un contrat avec les Douanes.

### Saison 2018-2019: les premières victoires du dauphin d'Hirscher
Étudiant à l'université Savoie Mont Blanc, il intègre l'équipe de France A dans le groupe Technique slalom et déclare souhaiter  « continuer sur sa lancée » et réaliser ses premiers podiums en Coupe du Monde.

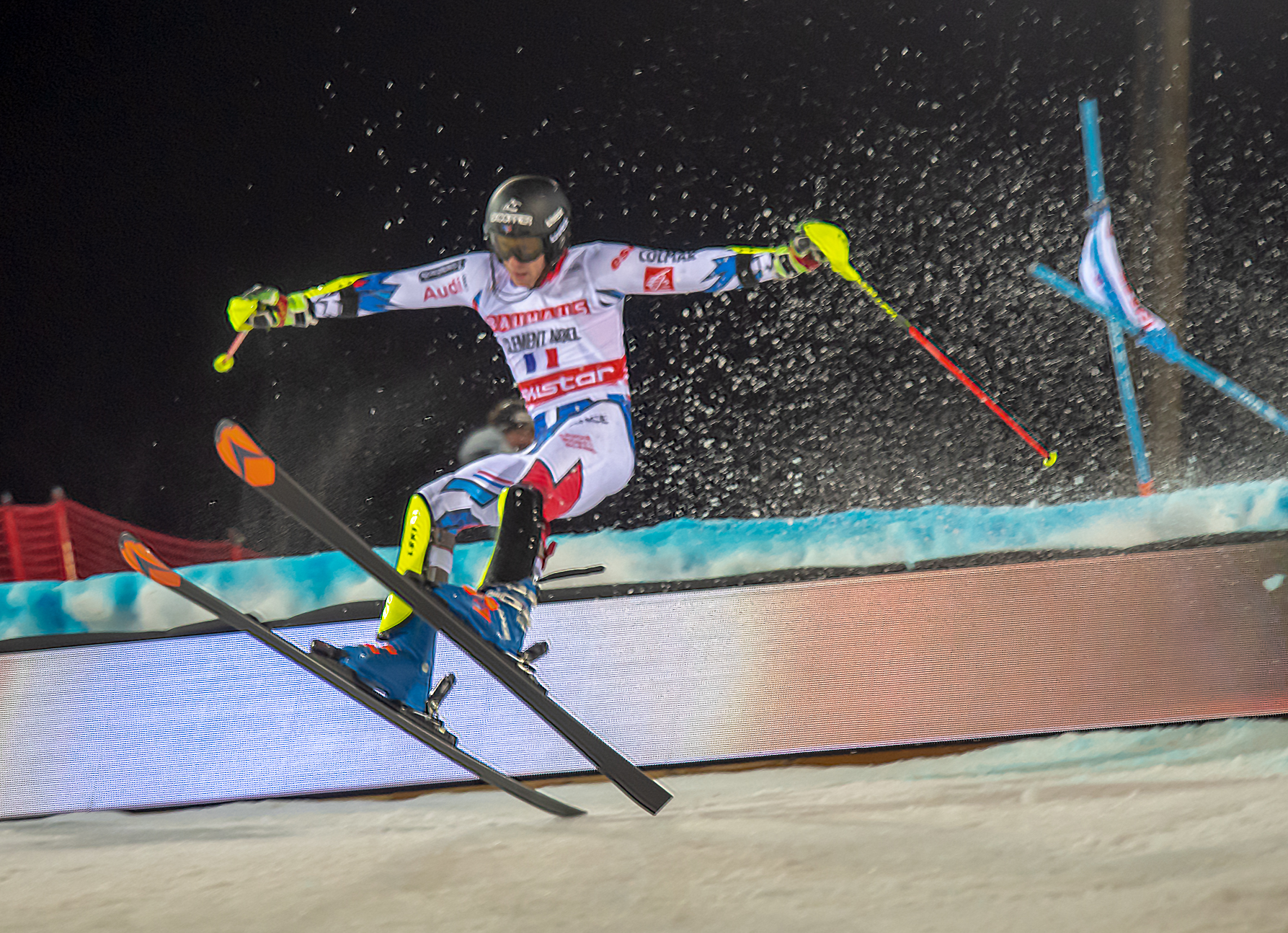
Clément Noël dans le City Event de Stockholm le 19 février 2019

 Auteur d'excellentes prestations entre les piquets, le jeune slalomeur n'en réalise pas moins, un début de saison relativement décevant à la lumière du potentiel entrevu. En effet, lors des trois premiers slaloms disputés en novembre et décembre, Noël ne parvient à réaliser un meilleur résultat que la 7e place acquise lors du slalom de Saalbach et part à la faute lors des slaloms de Levi au cours duquel, 3e du premier acte, il avait une avance de 87 centièmes à trois portes de l'arrivée et de Madonna di Campiglio alors qu'il s'élançait 6e en seconde manche.
C'est vraiment lors du mois de janvier très important pour les slalomeurs, que le jeune français prend son envol. Le 6 janvier, il termine au pied du podium du slalom de Coupe du monde de Zagreb marqué par le retour de Pinturault au podium en slalom. La semaine suivante, le 13 janvier, Clément Nöel monte sur son premier podium en Coupe du monde, en terminant deuxième du slalom d'Adelboden, derrière Marcel Hirscher et devant Henrik Kristoffersen,,,. Le week-end suivant, il enfonce le clou en remportant le slalom de Wengen. Vainqueur de la première manche, il réalise une seconde manche suffisamment propre pour s'imposer avec 8 et 10 centièmes d'avance sur Manuel Feller et Marcel Hirscher, lui permettant de signer la première victoire de sa carrière en coupe du monde,
,
,. Il met ainsi fin à une disette de cinq ans sans victoire française en slalom (le dernier vainqueur, Alexis Pinturault, avait remporté le slalom de Wengen en 2014). Six jours plus tard, s'élançant pour la première fois en première série (Les sept meilleurs slalomeurs du classement WCSL font partie de la première série et s'élance ainsi par tirage au sort avec l'un des sept premiers dossards) sur la piste Ganslern de Kitzbühel avec le dossard 4, le français, deuxième temps de la première manche, parvient à devancer de 29 centièmes Hirscher sur le deuxième tracé pour remporter une deuxième victoire consécutive, sur un podium complété par son compatriote Alexis Pinturault,,,,. Il est le cinquième slalomeur français à réaliser le doublé Wengen-Kitzbühel après Jean-Claude Killy (1967), Patrick Russel (1970) Jean-Noël Augert (1972), et Jean-Baptiste Grange (2008). Il échoue trois jours plus tard dans sa quête de triplé (que seuls Benjamin Raich et Kristoffersen ont réalisé) en enfourchant après six portes lors du slalom de Schladming.
En février 2019, il prend part à ses premiers Championnats du monde disputés à Åre en Suède, au sein de l'équipe de France. Il prend la 5e place de l'épreuve mixte par équipes avec ses partenaires Tessa Worley, Doriane Escané et Julien Lizeroux. Il déçoit le dernier jour de compétition, lors d'un slalom duquel il était l'un des principaux favoris en prenant la 7e place du slalom à trois dixièmes du podium,.
À l'issue d'une période de trois semaines sans compétition, le slalomeur français est de retour sur le circuit le 10 mars à l'occasion du slalom de Kranjska Gora qu'il termine 8e, très loin du vainqueur suisse Ramon Zenhäusern. Le 17 mars, après une semaine d’entraînements en commun avec l'équipe suisse, il remporte son 3e slalom de Coupe du monde de la saison à Soldeu, lors de la dernière course de l'hiver, construisant sa victoire en prenant une grosse avance en première manche, avant de devancer Manuel Feller de 18 centièmes et Daniel Yule de 83 centièmes en bas du deuxième tracé,. Grâce à ce résultat, Clément Noël dépasse Henrik Kristoffersen, Ramon Zenhäusern et Daniel Yule pour s'adjuger la deuxième place du classement du slalom, derrière Marcel Hirscher. C'est le meilleur résultat français dans le classement de cette discipline depuis 8 ans, après la 2e place de Jean-Baptiste Grange en 2011. En outre, il termine 11e du classement général et meilleur jeune de la saison avec 49 points d'avance sur le suisse Loïc Meillard qui au contraire du français, s'est aligné sur deux disciplines, le géant et le slalom. Un projet que le vosgien déclare viser en vue de la prochaine saison. « Je vais essayer de faire aussi bien que cette année, progresser, même faire une deuxième discipline. On a toujours beaucoup de choses à travailler, j’ai beaucoup de choses à travailler. »
Le 25 mars, à Auron, il remporte son 2e titre de Champion de France de slalom en devançant Julien Lizeroux, Victor Muffat-Jeandet et Alexis Pinturault.
Le 30 mars, il remporte à La Plagne la 3e édition du Super Slalom (le slalom le plus long du monde avec ses 4 kilomètres et ses 320 portes) devant Alexis Pinturault et Julien Lizeroux, l'organisateur de cet événement.

### Saison 2019-2020: trois victoires et à deux points de Kristoffersen au classement du slalom

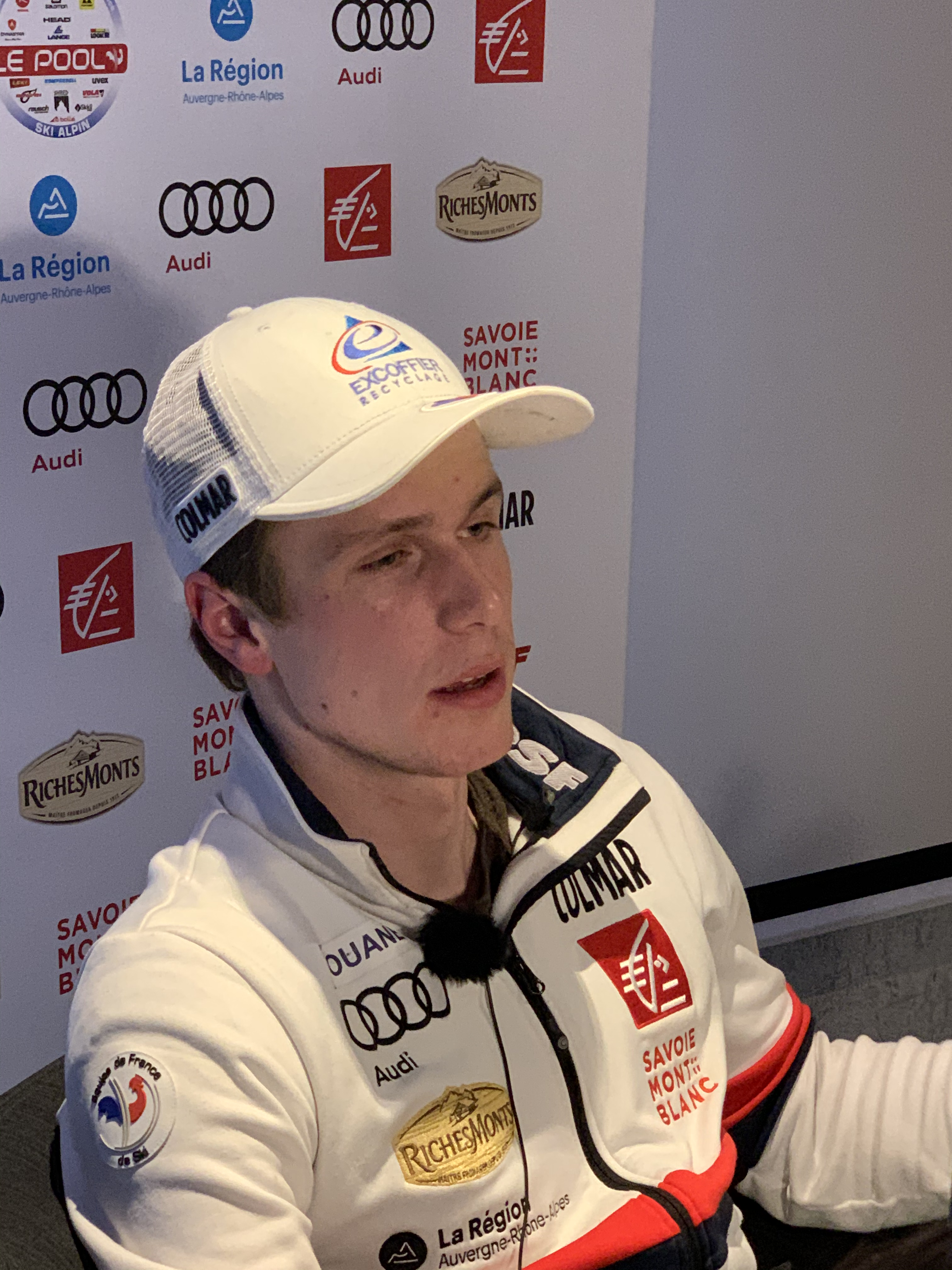
Clément Noël à Chamonix en février 2020

Après une blessure au dos en septembre, Clément Noël ouvre sa saison le 24 novembre en prenant la 2e place au slalom de Levi, à neuf centièmes de seconde de Henrik Kristoffersen et après avoir signé le meilleur temps de la première manche. Le 15 décembre, lors du slalom de Val d'Isère qu'il dispute à domicile sur la Face de Bellevarde, il sort du tracé dans la première manche et doit abandonner.
Le troisième slalom de la saison a lieu à Zagreb le 5 janvier : Clément Nöel s'y montre le plus constant (4e temps de la première manche, 7e chrono du second acte) et s'impose pour la quatrième fois de sa carrière, pour remporter le traditionnel "Snow Queen Trophy" (les vainqueurs femmes et hommes se voient attribuer une couronne de cristal et une hermine). Il devance Ramon Zenhäusern de sept centièmes de seconde, et prend le dossard rouge de leader de la Coupe du monde de la spécialité,.
Trois jours plus tard, grâce à son meilleur temps dans la deuxième manche, il prend la 3e place du slalom nocturne de Madonna di Campiglio remporté par Daniel Yule devant Henrik Kristoffersen à qui Il laisse la tête de la Coupe du monde de la spécialité. Après être sorti en fin de deuxième manche à Adelboden le 12 janvier, où Daniel Yule s'est imposé pour une deuxième victoire consécutive, Clément Noël crée de gros écarts sur le premier tracé à Wengen une semaine plus tard, construisant ainsi sa deuxième victoire de la saison et la cinquième de sa carrière avec 40 centièmes d'avance au total sur Kristoffersen. Il s'impose donc sur la piste de Lauberhorn comme l'année précédente, là où il avait gagné sa première épreuve en Coupe du monde,. Lors du slalom suivant, le 26 janvier sur la Ganslern de Kitzbühel, il est neuvième après la première manche, mais se montre bien meilleur sur le deuxième tracé et termine sur le podium, troisième derrière Marco Schwarz et le vainqueur Daniel Yule.
Le 28 janvier, dans le huitième slalom de la saison sous les projecteurs de la Planai à Schladming, Clément Noël commet une faute d'intérieur dès le troisième piquet en première manche qui le fait sortir du tracé, mais il se reprend et obtient de justesse sa qualification pour la deuxième manche, en 30e position. Il s'élance le premier sur le deuxième tracé, réalise de très loin le meilleur temps, et remonte 26 places pour finir au 4e rang de la course gagnée par Henrik Kristoffersen devant Alexis Pinturault et Daniel Yule.
Le 8 février, Clément Noël remporte sa première victoire à domicile, sur la « Verte des Houches » à Chamonix, applaudi par 20 000 spectateurs. Deuxième temps de la première manche à 24 centièmes de Daniel Yule, il profite de l'abandon de ce dernier sur le deuxième tracé et se voit attribuer le trophée symbolique du Kandahar, du nom de cette étape française de la Coupe du monde. Sa troisième victoire de l'hiver lui permet de revenir à deux points de Kristoffersen au classement du slalom, ce dernier ayant enfourché dans le premier acte.
Par ailleurs, pour les épreuves techniques programmées les 22 et 23 février à Naeba au Japon, il est pour la première fois engagé en slalom géant sur la Coupe du monde. Cependant, il ne réussit pas à se qualifier pour la seconde manche du géant en prenant la 37e place de la première manche. Le lendemain, le slalom programmé dans la station japonaise est annulé en raison des conditions météorologiques. Par la suite, la pandémie de la maladie à Coronavirus Covid-19 provoque l'annulation de la totalité des épreuves techniques restant au programme, dont les slaloms de Kranjska Gora le 15 mars et celui des finales de Cortina d'Ampezzo le 22 mars. En conséquence, Henrik Kristoffersen conserve ses deux points d'avance sur Clément Noël et s'adjuge le petit globe de cristal de la discipline.

### Saison 2020-2021: 357 jours pour renouer avec la victoire

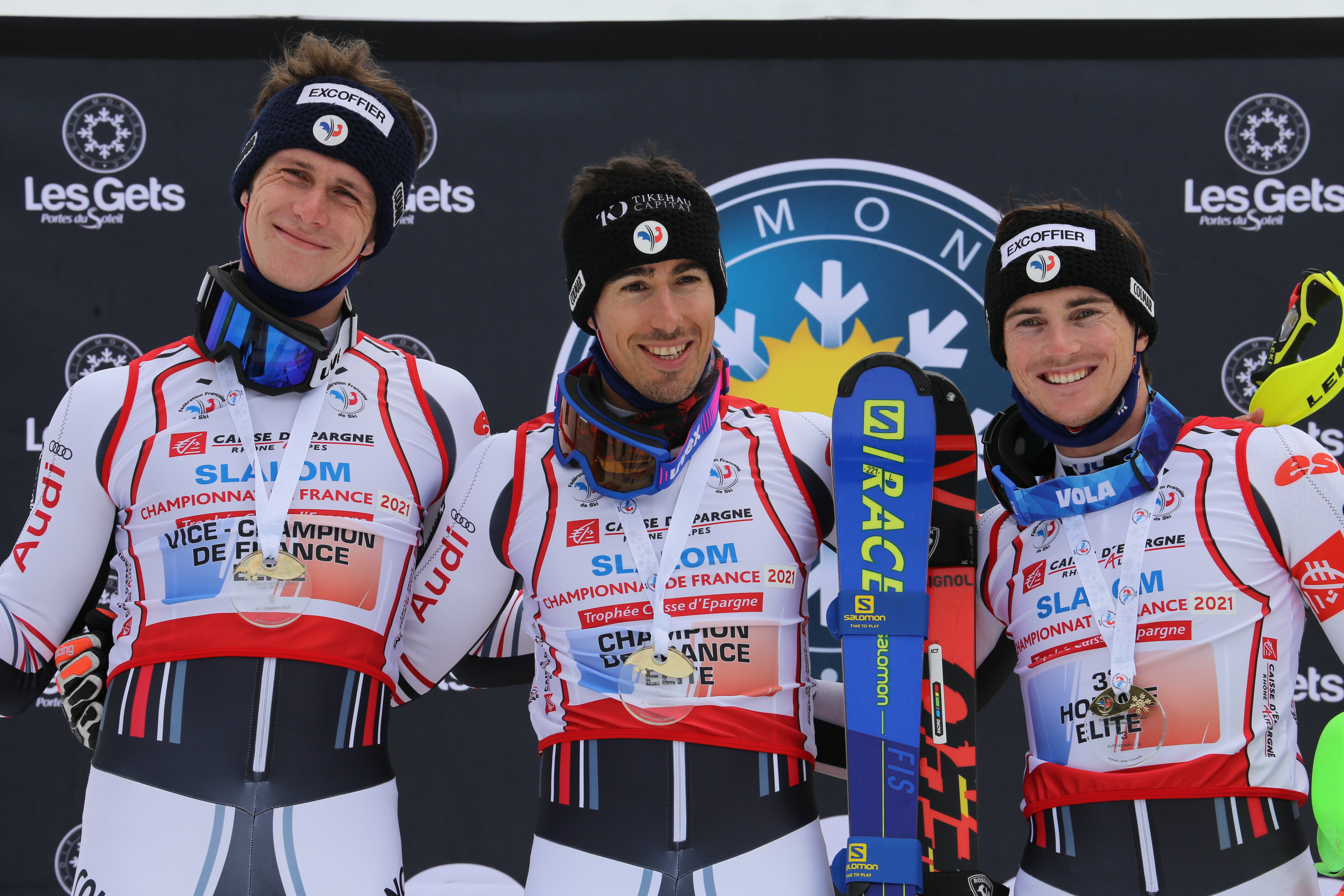
Vice Champion de France de slalom 2021

Il commence sa saison le 5 décembre par le slalom géant de Coupe du monde de Santa Caterina, où sous de fortes chutes de neige il manque de très peu la qualification pour la seconde manche (12 centièmes de seconde).
En préparation de la Coupe du monde de slalom, il remporte le 17 décembre le slalom de Coupe d'Europe de Val di Fassa. Paradoxalement, c'est sa première victoire en Coupe d'Europe.
Le 22 décembre, il marque ses premiers points de sa saison de Coupe du monde dans le deuxième slalom, en prenant la 5e place de l'épreuve de Madonna di Campiglio. Le 6 janvier, il domine la première manche du slalom de Zagreb mais en difficulté dans le deuxième acte, il ne prend que la 7e place de ce slalom. Le 10 janvier, sur le slalom d'Adelboden, il est à nouveau en tête après la première manche, mais des erreurs dans le mur de la seconde manche le privent d'un bon classement. Il termine à la 8e place, à seulement 38 centièmes du vainqueur Marco Schwarz. Le 16 janvier, il obtient son premier podium de la saison en prenant la deuxième place dans le slalom de Flachau après avoir signé le meilleur temps sur le premier tracé pour la troisième fois consécutive de l'année. Le 26 janvier il s'offre un premier podium au slalom nocturne de Schladming en prenant une bonne deuxième place. Il s'adjuge la septième victoire de sa carrière sur la « Verte » des Houches à l'issue du premier des deux slaloms Chamonix le 30 janvier dans des conditions difficiles (neige, pluie, terrain instable), un an (357 jours) après la sixième remportée sur la même piste. Le lendemain, une erreur en bas du tracé ne lui permet pas de se qualifier pour la deuxième manche.
Le 21 février à Cortina d'Ampezzo, il dispute le slalom de ses seconds championnats du monde. Après une première manche très correcte, 5e à 34 centièmes de la tête, il commet une faute d'intérieur et sort dans le second tracé, qu'il termine tout de même courageusement. Le 13 mars, il prend la 22e place de la première manche du slalom géant de Kranjska Gora et pour la première fois se qualifie ainsi pour la seconde manche  (après cinq tentatives infructueuses). Ayant commis quelques erreurs en seconde manche, il prend la 30e place de l'épreuve et marque son premier point dans cette discipline. Il remporte la huitième victoire de sa carrière en slalom, et la deuxième cette saison sur la Podkoren de la station slovène le lendemain, s'imposant devant Victor Muffat-Jeandet pour un doublé français. Son hiver s'achève sur son cinquième podium de l'hiver lors du dernier slalom de la saison disputé à Lenzerheide où il se classe deuxième derrière Manuel Feller, accompagné sur le podium par son coéquipier vainqueur du gros globe de cristal Alexis Pinturault. Ce résultat lui permet de finir pour la troisième fois consécutivement à la deuxième place du classement du slalom remporté cette saison par Marco Schwarz.
Lors des championnats de France disputés aux Gets, il devient vice-champion du slalom le 27 mars  derrière Victor Muffat-Jeandet. Le lendemain, handicapé par son dossard 56, il prend la onzième place du slalom géant, après avoir néanmoins remporté la seconde manche.

### Saison 2021-2022: champion olympique
Il commence sa saison par les slaloms géants de Sölden (24 octobre) et Val d'Isère (11 décembre), ainsi que par le parallèle de Lech (14 novembre), sans parvenir à rentrer dans les points. Mais sur la Face de Bellevarde le 12 décembre, il signe le meilleur temps des deux manches du premier slalom de la saison pour remporter sa neuvième victoire dans la discipline avec une avance de 1 s 40 sur le Suédois Kristoffer Jakobsen. C'est sa 9e victoire en Coupe du Monde de slalom et il égale ainsi Patrick Russel. Le slalom suivant a lieu en nocturne  Madonna di Campiglio. Clément Noël domine largement la première manche et a encore la victoire en poche à une porte de l'arrivée sur le deuxième tracé avec 91 centièmes d'avance au dernier intermédiaire. Mais il rate cette porte sur la ligne d'arrivée et laisse la victoire au champion du monde 2021 Sebastian Foss Solevåg qui devance Alexis Pinturault.
Lors du troisième slalom de la saison à Adelboden, il sort en première manche. Le 16 janvier à Wengen, en manque de confiance, il ne donne pas son meilleur entre les piquets et se classe huitième. Puis une semaine plus tard sur la Ganslern de Kitzbühel, il réalise le deuxième temps de la première manche à huit centièmes d'Alex Vinatzer. Sous la neige, sur le deuxième tracé, c'est l'hécatombe (onze abandons sur les trente partants) qui n'épargne pas les premiers. Clément Noël commet ainsi une grosse faute qui le sort du parcours, mais il se remet dedans et termine quinzième, alors que Dave Ryding passe devant tout le monde et devient le premier britannique vainqueur d'une course de Coupe du monde. Il se classe ensuite neuvième du slalom nocturne de Schladming le 25 janvier avant de partir défendre ses chances à Pékin. Dans l'intervalle, il explique tout d'abord que lors de son mois de janvier « c'est dans la tête que ça se passait » avant de se préparer en « coupant complètement, en se reposant et en pensant à autre chose ». Lorsqu'il reprend l'entraînement, il retrouve toutes ses sensations, et reprend confiance.
Le 16 février sur la piste Ice River de Yanqing, Clément Noël se classe en sixième position de la première manche du slalom olympique, à 38/100e de Johannes Strolz qui réalise le meilleur temps. Au moment de s'élancer dans une seconde manche alors dominée par le Suisse Daniel Yule, 13e sur le premier tracé, et qui réalise grâce à un chrono de 49 s 89, une remontée intéressante parmi les premières places, Clément Noël parait emprunté et perd du temps, sur les quinze premières secondes de course, mais il parvient au détour d'une seconde portion impressionnante à user de toute la justesse technique et novatrice qui fait de lui un des meilleurs spécialistes mondiaux de sa discipline, et qui l'avait fui au cours du mois de janvier. Cela lui permet dès lors d'engager des trajectoires très directes sur le secteur clé menant à la transition vers le mur final. En accélération constante jusqu'à la ligne d'arrivée, il signe un temps de 49 s 79, et devance Yule de 86 centièmes de seconde sur le temps total. Les cinq concurrents s'élançant par la suite sont tous en difficulté  (Yule conserve le deuxième temps de la manche à 10 centièmes de Noël), et finissent très loin du Français. Le Norvégien, Sebastian Foss Solevåg est battu de 70 centièmes et prend finalement la médaille de bronze, tandis que l'Autrichien Johannes Strolz champion olympique du combiné alpin la semaine précédente, qui « referme le portillon » et réalise le treizième temps de la manche, termine médaillé d'argent à 61 centièmes. Des écarts importants pour le skieur vosgien qui devient le troisième champion olympique de son pays en slalom, 20 ans après Jean-Pierre Vidal, et 54 ans après Jean-Claude Killy, et le douzième médaillé d'or en ski alpin, du premier, Henri Oreiller (descente et combiné à Saint-Moritz en 1948) à celui qui l'a précédé sur la plus haute marche du podium, Antoine Dénériaz en descente à Turin en 2006. « C'est incroyable, c'est une course parfaite, peut-être la plus importante de toute ma carrière. C'est très rare qu'on puisse jouer une médaille olympique, c'est un one shot une fois tous les quatre ans. Je savais que j'étais en forme. Mes courses en janvier n'ont pas été bonnes, mais j'étais très rapide ici à l'entraînement. Champion olympique, je n'ai pas de mots... C'est un aboutissement », déclare Clément Noël à chaud.
Mais ses déboires continuent en Coupe du monde : un peu plus d'une semaine après son titre olympique, lors des deux slaloms disputés à Garmisch-Partenkirchen en 24 heures les 26 et 27 février, il enfourche en deuxième manche, puis sort du tracé en première manche le lendemain, ce qui met définitivement fin à ses espoirs de petit globe de cristal de la discipline, dans une course très ouverte dans la mesure où les vainqueurs différents se succèdent... Série achevée par Henrik Kristoffersen qui remporte les deux courses en s'empare du dossard rouge du classement slalom. Noël, pour sa part, doit tout simplement obtenir des bons résultats lors des deux slaloms restant au programme cette saison, afin de garder sa place parmi les sept meilleurs du classement WCSL, qui assure les bons dossard (parmi les sept premiers).
Le 9 mars il retrouve le chemin du podium en prenant la seconde place du slalom de Flachau derrière le jeune norvégien Atle Lie McGrath (21 ans) qui signe sa première victoire, et qui est le huitième vainqueur différent de l'année sur les 9 slaloms disputés. Au classement de la spécialité Clément Noël gagne 4 places pour occuper le huitième rang. Lors des finales de Coupe du monde à Méribel, il fait une bonne première manche en prenant la 4e place, mais il enfourche dans la seconde. Cela constitue son 5e slalom de la saison (sur 10) sans point et il termine à la 9e place de la Coupe du monde de slalom, sortant ainsi du top-7.
Le 28 mars à Auron, il est sacré pour la 3e fois champion de France de slalom en remportant brillamment les 2 manches, devant Steven Amiez et Hugo Desgrippes. Le 2 avril, il remporte à nouveau le Super Slalom de La Plagne (4e édition du slalom le plus long du monde), un évènement festif organisé par Julien Lizeroux auquel participent de nombreuses stars internationales de la neige. Il s'impose devant Augustin Bianchini et Léo Ducros.

### Saison 2022-2023: seul vainqueur de l'équipe de France en Coupe du monde
Clément Noël rencontre des difficultés dans sa spécialité jusqu'à la fin du mois de janvier. En effet, il sort temporairement de la liste des sept meilleurs skieurs wcsl (celle qui permet de tirer les meilleurs dossards) en ne terminant pas trois des quatre premiers slaloms de la saison (sortie en première manche à Val d'Isère et à Adelboden, en deuxième manche à Madonna di Campiglio), avec comme éclaircie une troisième place à Garmisch le 4 janvier. Il skie ensuite « avec le frein à main », avec une sixième place à Wengen et une huitième à Kitzbühel.
Enfin, dans l'ambiance surchauffée de la course nocturne de Schladming le 24 janvier, après avoir réalisé le septième temps de la première manche, il retrouve son meilleur niveau sur le deuxième tracé et remporte la dixième victoire de sa carrière. C'est son premier succès depuis son titre olympique 2022, sa première victoire en Coupe du monde depuis le slalom de Val d'Isère le 12 décembre 2021, et le seul succès français en Coupe du monde de la saison. Toutefois, ses résultats de l'hiver font qu'il termine la saison hors de la première série (les sept premiers dossards), un rang qu'il devra regagner lors de la saison suivante...
En février, il dispute ses 3e championnats du monde à Courchevel. Il termine le slalom au pied du podium, en prenant la 4e place à seulement 3 centièmes du troisième Alex Vinatzer et à 41 centièmes du vainqueur Henrik Kristoffersen,.
Fin mars, il remporte pour la 4e fois le titre de Champion de France de slalom aux Orres devant Steven Amiez et Paco Rassat.

### Saison 2023-2024: première saison sans victoire depuis 2018
Il obtient son premier podium fin décembre en prenant la seconde place du slalom nocturne de Madonna di Campiglio à 25 centièmes du vainqueur Marco Schwarz, après avoir remporté la première manche. Fin janvier il monte à nouveau sur la boîte en se classant 3e du slalom nocturne de Schladming,. Début février à Chamonix il remporte la première manche du slalom, qui voit Daniel Yule se qualifier en dernière position avec le 30e temps. Ce dernier réussit l'invraisemblable exploit de remonter tous ses concurrents dans la seconde manche pour remporter l'épreuve. Clément Noël finit 3e à seulement 18 centièmes du vainqueur,. Pour le premier slalom de la tournée américaine à Palisades Tahoe, il se classe second à 28 centièmes  de Manuel Feller qui réussit sa meilleure saison de coupe du monde,. Dans le second slalom à Aspen, il enfourche en seconde manche après avoir gagné la première. Avec 4 podiums, il termine la saison à la 5e place du classement général de la coupe du monde de slalom, en ayant fait preuve d'une bonne régularité (il termine 7 des 10 courses de la saison). Ç'est son meilleur classement depuis 3 ans mais pour la première fois depuis 2018, il ne remporte aucune victoire,. Début avril à Megève, il est sacré pour la 5e fois champion de France de slalom, devant Steven Amiez.

### Saison 2024-2025: record  battu
Alors qu'il ne s'était plus imposé en Coupe du monde depuis le slalom de Schladming le 24 janvier 2023, Clément Noël ouvre sa saison 2024-2025 par une victoire au delà du cercle polaire, sur la black de Levi : après avoir signé le meilleur temps de la première manche, il s'élance sur le deuxième tracé, alors que Henrik Kristoffersen, remonté de la onzième place, attend dans le fauteuil du leader. Tout en contrôle, Noël bat le champion du monde en titre norvégien de 80/100e de seconde au final. Il s'agit de la onzième victoire de sa carrière. La semaine suivante, lors du slalom de Gurgl, il remporte la douzième victoire de sa carrière. Il réalise le meilleur temps de la première manche, devant le Norvégien Atle Lie McGrath et son compatriote Steven Amiez, qui sont les deux seuls skieurs en dessous de la seconde. Il gère alors lors de la seconde pour s’imposer devant le Suédois Kristoffer Jakobsen et Atle Lie McGrath. Il prend par ailleurs à ce moment la tête du classement général, en étant égalité avec Henrik Kristoffersen, et conforte sa place de leader de la spécialité, avec 80 points d’avance sur ce dernier. Le troisième slalom de la saison doit avoir lieu sur ses terres, à Val d'Isère et sa Face de Bellevarde. Il s'aligne tout d'abord dans le slalom géant disputé le 14 décembre, et chute lourdement lors de la première manche. Touché à la cheville, il doit déclarer forfait pour le slalom du lendemain. Le 11 janvier, Clément Noël remporte sa troisième victoire de la saison en s'imposant à Adelboden, le treizième succès de sa carrière qui lui permet d'égaler le record de victoires française dans la discipline en Coupe du monde, rejoignant ainsi Jean-Noël Augert. Le 26 janvier, il continue sur sa lancée en s'imposant sur la Ganslern de Kitzbühel, où il avait déjà gagné en 2019.  Quatrième temps de la première manche, il maîtrise mieux le second tracé que les skieurs placés avant lui et l'emporte pour 9/100e de seconde d'avance sur Alex Vinatzer. Il s'agit de  sa quatrième victoire de la saison, et la quatorzième de sa carrière, devançant désormais Jean-Noël Augert pour devenir le seul recordman français dans la discipline. Disputant sa meilleure saison en Coupe du monde avec ces quatre succès, Clément Noël s'empare de la tête de la course au petit globe de cristal, subtilisant le dossard rouge à Henrik Kristoffersen. Mais la suite de la saison est beaucoup plus délicate. Fin janvier, il ne terminé pas la seconde manche du slalom de Schladming. En février il dispute ses quatrièmes championnats du monde, à Saalbach. Il abandonne dans la manche de slalom du combiné par équipe (il forme l'équipe de France 1 avec Nils Allègre). Le 16 février, il remporte la première manche de l'épreuve de slalom, mais dans la seconde manche, alors qu'il est à la lutte avec Loïc Meillard pour la victoire, il enfourche dans la seconde partie de l'épreuve. Cet abandon met fin aux espoirs de médaille de l'équipe de France dans ces championnats. Dans les 2 épreuves de coupe du monde qui suivent, il n'obtient qu'une 10e à Kranjska Gora et une 7e à Hafjell. Tout peut encore se jouer lors de la finale de Sun Valley. Il y réalise une bonne course avec une 2e place obtenue, derrière Timon Haugan à seulement 3 centièmes de seconde. Ces centièmes lui coûtent cher car il est finalement devancé au classement final de la coupe du monde de slalom par Timon Haugan et Loïc Meillard pour quelques points, Henrik Kristoffersen remportant le classement avec seulement 2 victoires. Il échoue ainsi au pied du podium avec la 4e place de cette coupe du monde de slalom. Au classement général de la coupe du monde, il obtient son meilleur résultat avec une 8e place.

## Palmarès

### Jeux olympiques
| Épreuve / Édition   | Slalom | Par équipes |
| JO 2018 Pyeongchang | 4e     | 4e          |
| JO 2022 Pékin       | Or     | -           |

### Championnats du monde
| Épreuve / Édition                | Slalom | Par équipes | Parallèle | Combiné par équipe |
| Mondiaux 2019 Åre                | 7e     | 5e          | -         | -                  |
| Mondiaux 2021 Cortina d'Ampezzo  | 21e    | -           | -         | -                  |
| Mondiaux 2023 Courchevel-Méribel | 4e     | -           | DNF       | -                  |
| Mondiaux 2025 Saalbach           | DNF2   | -           | -         | DNF                |

### Coupe du monde
- Meilleur classement général : 8e en 2025.
- Meilleur classement de slalom : 2e en 2019, 2020 et 2021.
- Meilleur classement de slalom géant : 60e en 2021.
- 29 podiums en slalom dont 14 victoires.
- 1 podium par équipes.

#### Classements

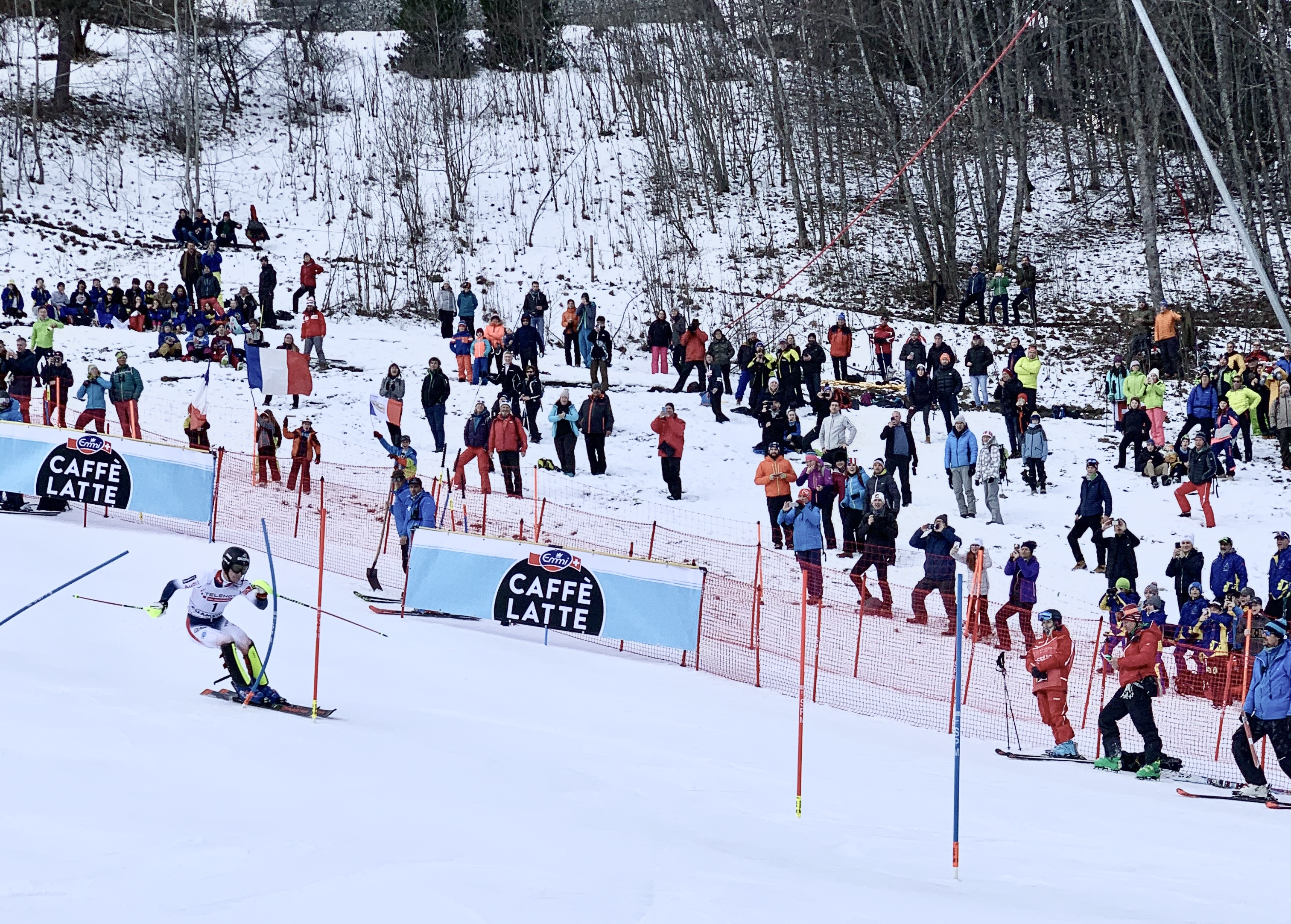
Clément Noël en action dans le slalom de Chamonix qu'il remporte le 8 février 2020

| Saison / Épreuve | Saison / Épreuve | Général | Général | Descente | Descente | Super G | Super G | Slalom géant | Slalom géant | Slalom | Slalom | Combiné | Combiné |
| ---------------- | ---------------- | ------- | ------- | -------- | -------- | ------- | ------- | ------------ | ------------ | ------ | ------ | ------- | ------- |
| Saison / Épreuve | Saison / Épreuve | Class.  | Points  | Class.   | Points   | Class.  | Points  | Class.       | Points       | Class. | Points | Class.  | Points  |
| 2017-2018        | 2017-2018        | 44e     | 156     | -        | -        | -       | -       | -            | -            | 18e    | 156    | -       | -       |
| 2018-2019        | 2018-2019        | 11e     | 551     | -        | -        | -       | -       | -            | -            | 2e     | 551    | -       | -       |
| 2019-2020        | 2019-2020        | 12e     | 550     | -        | -        | -       | -       | -            | -            | 2e     | 550    | -       | -       |
| 2020-2021        | 2020-2021        | 12e     | 554     | -        | -        | -       | -       | 60e          | 1            | 2e     | 553    | -       | -       |
| 2021-2022        | 2021-2022        | 31e     | 257     | -        | -        | -       | -       | -            | -            | 9e     | 257    | -       | -       |
| 2022-2023        | 2022-2023        | 28e     | 292     | -        | -        | -       | -       | -            | -            | 8e     | 292    | -       | -       |
| 2023-2024        | 2023-2024        | 16e     | 397     | -        | -        | -       | -       | -            | -            | 5e     | 397    | -       | -       |
| 2024-2025        | 2024-2025        | 8e      | 606     | -        | -        | -       | -       | -            | -            | 4e     | 606    | -       | -       |

#### Détail des victoires
| Saison / Épreuve | Slalom                         | Total |
| 2018-2019        | Wengen Kitzbühel Soldeu        | 3     |
| 2019-2020        | Zagreb Wengen Chamonix         | 3     |
| 2020-2021        | Chamonix Kranjska Gora         | 2     |
| 2021-2022        | Val d'Isère                    | 1     |
| 2022-2023        | Schladming                     | 1     |
| 2024-2025        | Levi Gurgl Adelboden Kitzbühel | 4     |
| Total            | 14                             | 14    |

### Championnats du monde junior
| Épreuve / Édition     | Descente | Super G | Slalom géant | Slalom  | Combiné |
| Mondiaux 2015 Hafjell | -        | -       | -            | 4e      | -       |
| Mondiaux 2016 Sotchi  | -        | -       | Abandon      | Abandon | Abandon |
| Mondiaux 2017 Åre     | -        | -       | Abandon      | Abandon | -       |
| Mondiaux 2018 Davos   | -        | -       | -            | Or      | -       |

### Coupe d'Europe
5 top dix dont deux podiums :
- victoire en slalom le 17 décembre 2020 à Val di Fassa
- 3e place en slalom le 13 décembre 2017 à Obereggen.

#### Classements
| Saison / Épreuve | Saison / Épreuve | Général | Général | Descente | Descente | Super G | Super G | Slalom géant | Slalom géant | Slalom | Slalom | Combiné | Combiné |
| ---------------- | ---------------- | ------- | ------- | -------- | -------- | ------- | ------- | ------------ | ------------ | ------ | ------ | ------- | ------- |
| Saison / Épreuve | Saison / Épreuve | Class.  | Points  | Class.   | Points   | Class.  | Points  | Class.       | Points       | Class. | Points | Class.  | Points  |
| 2017             | 2017             | 104e    | 69      | -        | -        | -       | -       | -            | -            | 37e    | 69     | -       | -       |
| 2018             | 2018             | 74e     | 118     | -        | -        | -       | -       | -            | -            | 22e    | 118    | -       | -       |

### Championnats de France

#### Élite
En 2017, il est Champion de France de slalom Élite, en devançant  Victor Muffat-Jeandet, Jean-Baptiste Grange et Julien Lizeroux, il récidive en 2019, 2022, 2023 et 2024.
| Édition / Epreuve                                        | Descente | Super G | Slalom géant | Slalom  | Super combiné |
| -------------------------------------------------------- | -------- | ------- | ------------ | ------- | ------------- |
| Championnats 2014 Méribel/Les Arcs                       | 29e      | 31e     | 26e          | Abandon | Abandon       |
| Championnats 2015 Tignes/Serre-Chevalier                 | -        | 24e     | 22e          | 9e      | -             |
| Championnats 2016 Les Menuires                           | -        | -       | Abandon      | 7e      | -             |
| Championnats 2017 Tignes/Val Thorens/Lélex               | -        | 31e     | Abandon      | Or      | 15e           |
| Championnats 2018 Châtel                                 | -        | -       | 9e           | Abandon | -             |
| Championnats 2019 Auron/Isola 2000                       | -        | 20e     | 14e          | Or      | 5e            |
| Championnats 2020 Val Thorens                            | annulée  | annulé  | annulé       | annulé  | annulé        |
| Championnats 2021 Châtel / Saint-Jean-d'Aulps / Les Gets | -        | -       | 11e          | Argent  | -             |
| Championnats 2022 Auron / Isola 2000                     | -        | -       | 9e           | Or      | -             |
| Championnats 2023 Les Orres                              | -        | -       |              | Or      | -             |
| Championnats 2024 Megève                                 | -        | -       |              | Or      | -             |
| Championnats 2025 Méribel                                | -        | -       |              | Abandon | -             |

#### Jeunes
Neuf titres de Champion de France dont six titres en slalom (record) et trois titres en géant.

##### Juniors U21 (moins de 21 ans)
2018 à Châtel : 
- champion de France de slalom géant.

2017 à Lélex : 
- champion de France de slalom.

2016 aux Menuires : 
- champion de France de slalom.

2015 à Serre-Chevalier : 
- champion de France de slalom.

##### Cadets U18 (moins de 18 ans)
2015 : 
- champion de France de slalom à Arêches-Beaufort ;
- champion de France de slalom géant à La Clusaz;

##### Minimes (moins de 15 ans)
2012 à Val d'Isère :
- champion de France de slalom géant ;
- vice-champion de France de slalom ;
- vainqueur du classement général des Écureuils d'Or.

2011 à Montgenèvre :
- champion de France de slalom .

##### Benjamin (moins de 13 ans)
2010 :
- champion de France de slalom à Chamonix ;
- 3e aux Championnats de France de combiné aux Houches ;
- vainqueur du slalom parallèle des Coqs d'or à l'Alpe d'Huez.

### Autres

#### Pinocchio (course internationale des jeunes)
Il est le premier français à remporter le slalom de cette compétition le 1er avril 2011 à Abetone en Italie dans la catégorie minimes.

#### Festival olympique de la jeunesse européenne
En 2015, il prend la cinquième place du slalom et la quatrième place de l'épreuve par équipes à Malbun.

## Distinctions
- Chevalier de la légion d'honneur en 2022[118]